# Jardim Lindoia
Jardim Lindóia é um bairro nobre da cidade brasileira de Porto Alegre, capital do estado  do Rio Grande do Sul. Foi criado pela Lei Nº  2.022 de 7 de dezembro de 1959 e modificado pela Lei Nº 12.112, de 22 de Agosto de 2016.

## Histórico[1]
Em 1945, Arno Friedrich mudou-se para as terras onde hoje se localiza o bairro,
e deu início ao loteamento, no qual a maioria das casas ali existentes foi construída e
vendida pelo loteador.
A denominação, segundo o cronista Ary da Veiga Sanhudo, foi escolhido pelo próprio loteador, e foi inspirado na obra o O Uraguai, de José Basílio da Gama, no qual a heroína se chama Lindoia, e que seria a palavra em língua guarani para "linda".

## Características atuais
O Jardim Lindóia é um bairro nobre da zona norte da cidade, primando pela estética de belas casas ajardinadas. Os moradores, no início do planejamento, batalharam pela defesa da área em manter-se predominantemente residencial.
Conta com cinco praças, das quais se destacam a Libanesa e Ponaim, muito frequentadas pelos moradores do bairro. Conta ainda com o Lindoia Shopping, supermercados, farmácias, escolas, posto policial e outros tipos de comércio, além de duas linhas de ônibus, Minuano e Lindoia.
Quanto às opções de lazer, o bairro conta com o Lindóia Tênis Clube, fundado em 1955, que visava congregar os moradores da área. Com o tempo e o desenvolvimento do bairro e arredores, o clube foi crescendo e atualmente trata-se de um dos maiores centros de lazer e atividades socioculturais da zona norte, contando, desde 13 de outubro de 1990, com o Grupo Escoteiro Arno Friedrich como um dos departamentos do clube, cujo objetivo é contribuir para o desenvolvimento integral de crianças e jovens, de 7 a 21 anos de idade, por meio do Método Escoteiro, para a vivência da cidadania e construção de um mundo melhor.

## Pontos de referência
Áreas verdes
- Praça Cordeiro
- Praça das Flores
- Praça Libanesa
- Praça Torben de Alencastro Friedrich
- Praça Ponhaim
- Fazenda Tubiano[7]

Educação
- Escola Estadual República de Argentina

Outros
- Zaffari Jardim Lindóia
- Lindóia Tênis Clube
- Shopping Lindóia

## Limites atuais
Avenida Bogotá, da esquina da Avenida Assis Brasil e em toda a sua extensão e até encontrar a Rua Presidente Juarez, desta até a Rua Lasar Segall, desta até a Avenida Sertório; por esta, até encontrar a Rua Visconde de Ouro Preto; desta, até a Rua Jaú; desta, até a Rua Paulo Bento Lobato; desta, até a Rua Montreal; desta, até a Rua Aliança; e, por esta, até encontrar a Avenida Assis Brasil em seu ponto inicial com a Avenida Bogotá.
Seus bairros vizinhos são: Vila Ipiranga, Cristo Redentor, Jardim Floresta, Sarandi e São Sebastião.

## Bibliográficas
- FRANCO, Sérgio da Costa. Porto Alegre: Guia Histórico. 2º edição. Porto Alegre: Editora da Universidade/UFRGS, 1992.
- Arquivo Histórico de Porto Alegre Moysés Vellinho (AHPAMV)
- Dados do censo/IBGE